# Pseudolasius caecus
Pseudolasius caecus är en myrart som beskrevs av Horace Donisthorpe 1949. Pseudolasius caecus ingår i släktet Pseudolasius och familjen myror. Inga underarter finns listade i Catalogue of Life.

## Bildgalleri

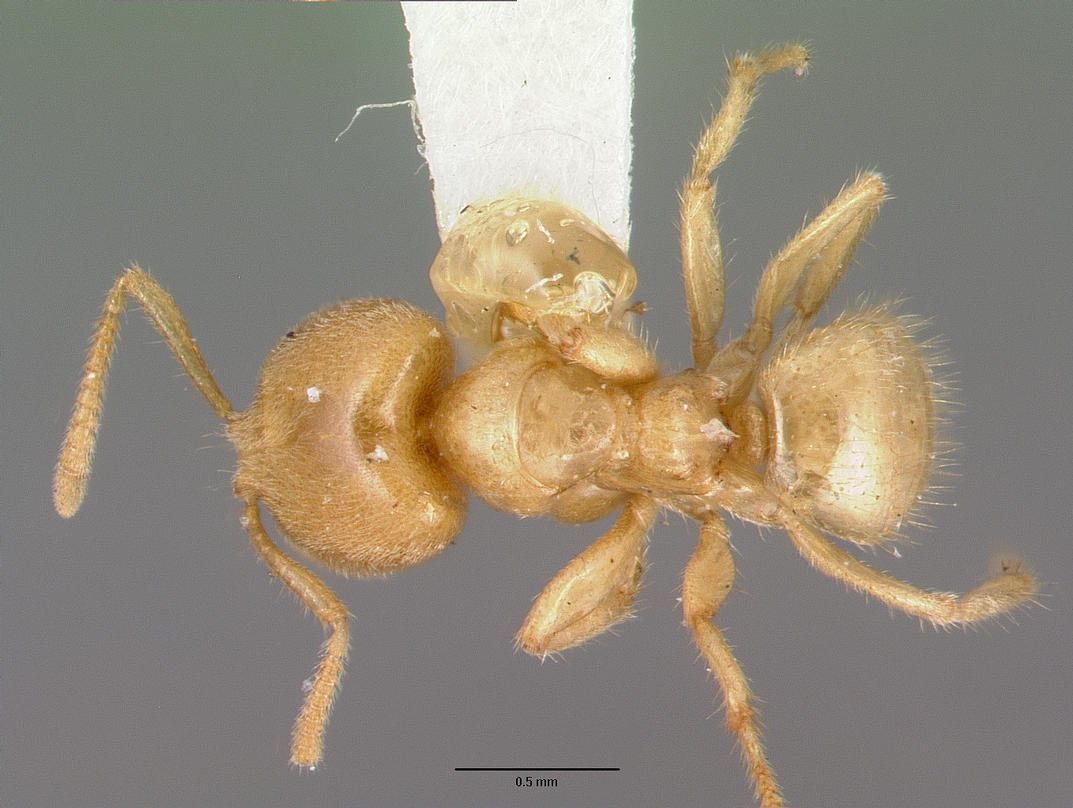
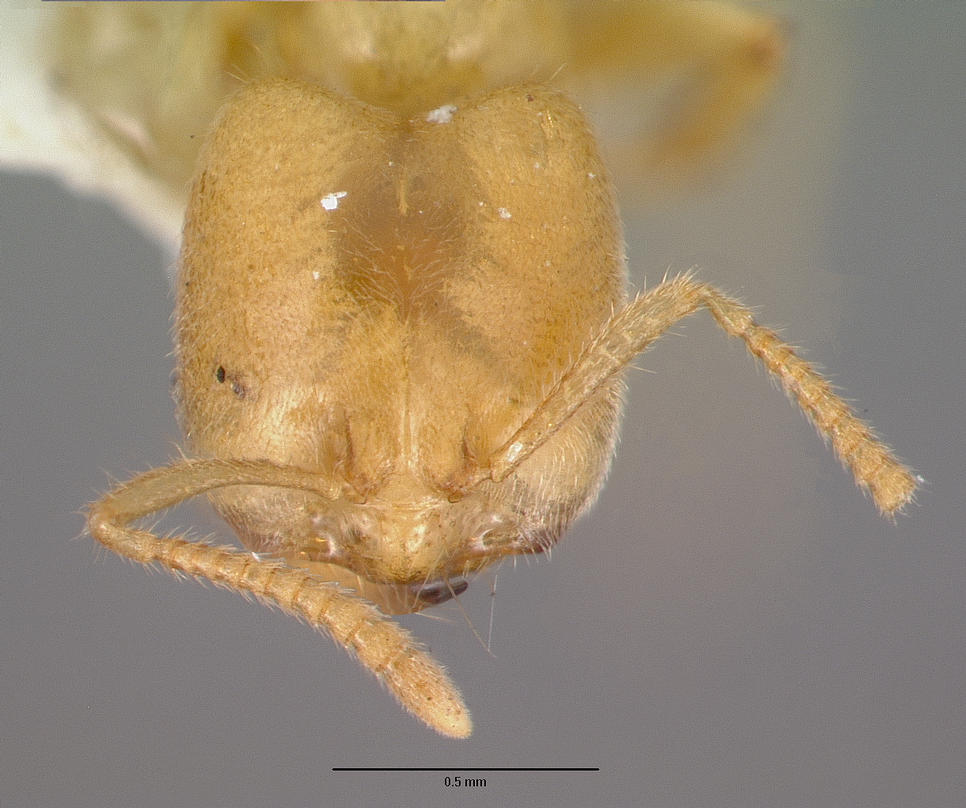
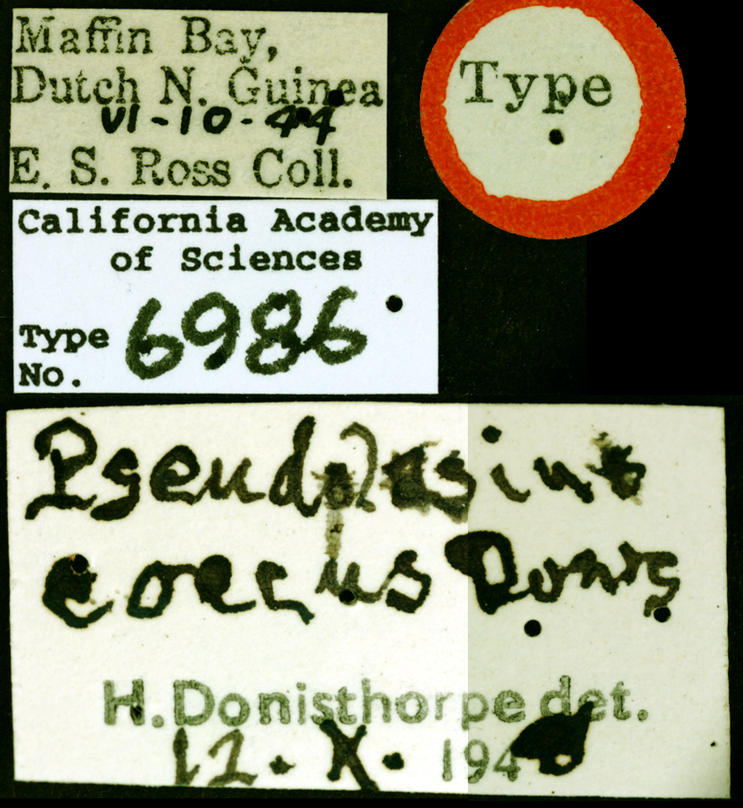
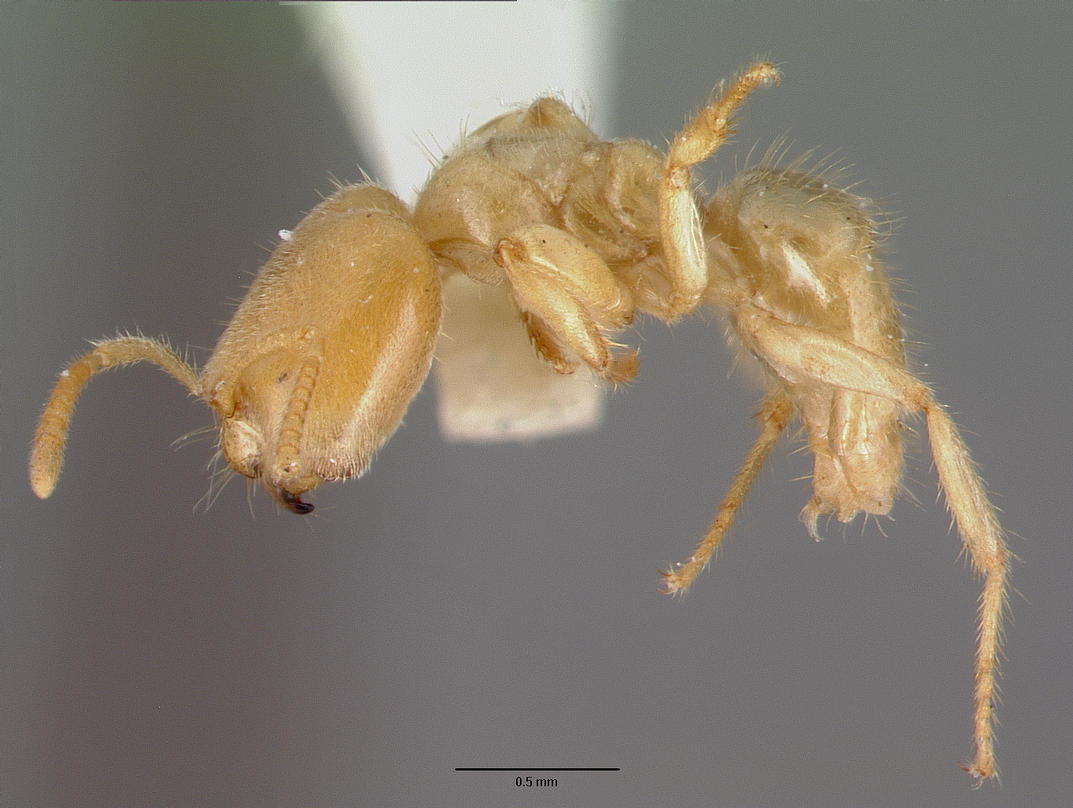